# Swamp Thing (jeu vidéo)
Pour les articles homonymes, voir Swamp Thing (homonymie).
Swamp Thing est un jeu d'action plates-formes 2D sorti sur NES et Game Boy en 1992, qui met en scène des super héros. Développé par Imagineering (version NES) et par Equilibrium (version Game Boy) et édité par THQ, c'est une adaptation du comic et dessin animé éponyme,,,.

## Synopsis
Dans les bayous de Louisiane, le laboratoire du Dr Alec Holland est attaqué par son rival le Dr Anton Arcane. Celui-ci veut voler la formule d'une solution sur laquelle Dr Holland travaille. À la suite de l'explosion du laboratoire et d'un contact avec la solution, le Dr Holland est transformé en Swamp Thing (la Créature du marais). Swamp Thing doit retrouver les échantillons restant de la solution et combattre le Dr Arcane et ses sbires.

## Système de jeu
Le jeu utilise le moteur du jeu The Simpsons: Bart vs. the Space Mutants du même développeur. Le jeu est composé de 8 niveaux: The Swamp, Skull Village, Graveyard, Chemical Factory, Dark Forest, Junkyard, Toxic Dump et Arcane's Lab. 
Swamp Thing peut se défendre par des coups de poing et des jets de mucus.

## Informations supplémentaires
Un jeu aussi nommé Swamp Thing pour la Megadrive développé par Microsmiths et édité par Nuvision a été annulée avant sa sortie, prévue en 1991.